# Filozofia Nauki
Filozofia Nauki - kwartalnik redagowany przez zespół pracowników naukowych Wydziału Filozofii Uniwersytetu Warszawskiego. Redaktorzy: Jacek Jadacki (do nr 1/2001), Mieszko Tałasiewicz (od nr 2/2001). Sekretarz redakcji: Joanna Gęgotek.
Strona internetowa czasopisma
https://www.fn.uw.edu.pl/index.php/fn